# Otophryne pyburni
Otophryne pyburni là một loài ếch trong họ Nhái bầu.
Nó được tìm thấy ở Brasil, Colombia, Guyane thuộc Pháp, Guyana, Suriname, và Venezuela.
Các môi trường sống tự nhiên của chúng là các khu rừng ẩm ướt đất thấp nhiệt đới hoặc cận nhiệt đới, các khu rừng vùng núi ẩm nhiệt đới hoặc cận nhiệt đới, đầm nước ngọt, và đầm nước ngọt có nước theo mùa. Loài này đang bị đe dọa do mất môi trường sống.